# 2003 w nauce

## Astronomia
- George Wetherill – Nagroda Henry Norris Russell Lectureship przyznawana przez American Astronomical Society.
- Rashid Sunyaev – Nagroda Dannie Heineman Prize for Astrophysics przyznawana przez American Astronomical Society.